# Arthur James Herbert
Sir Arthur James Herbert (* 22. August 1855 Abergavenny, Monmouthshire (Wales); † 31. August 1921) war ein britischer Diplomat.

## Leben
Herbert trat am 2. Juni 1879 als Attaché in den auswärtigen Dienst. Von 1885 bis 1887 arbeitete er als Gesandtschaftssekretär zweiter Klasse in Teheran unter Arthur Nicolson. 1887 stellte er bei der Überprüfung von Ausfuhrmengen fest, dass in Persien der Anbau von Schlafmohn weitreichend die Produktion von Weizen und anderen Getreidearten verdrängt hatte.
Nach einer Zeit als Gesandtschaftssekretär in Sankt Petersburg wurde er 1888 in gleicher Position nach Washington, D.C. versetzt. Von 1890 bis 1892 war er Gesandtschaftssekretär in Buenos Aires, zuletzt agierte er dort als Geschäftsträger. Im selben Jahr, 1892, heiratete er Helen Louise Gammell. Weitere Stationen seiner Laufbahn waren Brüssel (1894/1895) und Bern, vom 10. Februar 1897 bis 1900 Stockholm, danach wurde er, wie bisher in der Funktion eines Gesandtschaftssekretärs, für zwei Jahre nach Kopenhagen versetzt.
1902 wurde Herbert zum Generalkonsul in Budapest bestimmt. In Darmstadt im Großherzogtum Hessen und Karlsruhe im Herzogtum Baden war er von 1903 bis 1905 Geschäftsträger. Nachdem Norwegen 1905 seine Unabhängigkeit von der Union mit Schweden erlangt hatte, wurde er am 27. Oktober 1905 zum außerordentlichen Gesandten und Ministre plénipotentiaire in Christiania ernannt. In der Nähe der norwegischen Hauptstadt überschlug sich seine Kutsche, wobei er sich ernstlich verletzte. Am 20.jul. / 2. November 1905greg. unterzeichnete er die Norwegen-Vereinbarung. 1910, zu Beginn der Mexikanischen Revolution, wurde er nach Mexiko beordert. 1913 ging Herbert in den Ruhestand.

## Auszeichnungen
Arthur James Herbert wurde 1905 zum Knight Commander des Royal Victorian Order geschlagen. Er wurde dadurch in den Ritterstand erhoben und führte fortan den Namenszusatz „Sir“. Drei Jahre später wurde er zum Knight Grand Cross dieses Ordens erhoben und erhielt damit die höchste Stufe dieser Auszeichnung.